# Бодрог (град)
Бодрог је био град у Бачкој. Налазио се у околини града Сомбора, уз реку Дунав.
У време мађарског краља Стефана I Арпада (997–1038) је постао управно средиште бодрошке жупаније у Краљевини Мађарској. Био је утврђен и то још од 11. столећа. Сама тврђава се спомиње 1192. године. Забележено је да се у Бодрогу налазила препозитура где су столовали мађарски краљеви. У средњем веку на овом подручју су постојале две засебне жупаније, Бачка и Бодрошка, основанe су у 11. веку.
Познато је да је још 1225. Бодрог био сајамски град.
У 13. веку историјски извори бележе постојање доминиканског самостана. Пре него што је постао доминикански, овај је самостан, посвећен св. Петру, припадао бенедиктинцима. Други редовници који су били надлежни у Бодрогу су били павлини, који су на Сиги имали опатију светог Крижа.
Бодрог је дословно разорен 1241. године у време инвазијe Монгола у Европи., као и сва насеља у Бачкој.
Идуће, 1242. године у близини Бодрога саграђена је тврђава Бортањ (Бартањ), у данашњој шуми Козара. Историјски извори из 14. столећа бележе и Бодрог и Бартањ.
1256. године је Бодрог обновљен, укључујући и рад редовничких заједница које су до разарања деловале у Бодрогу.
По научничким проценама oppidum, Бодрог је у 1. половини 16. века имао око 1000 житеља и био је међу већим насељима у Бачкој. Забележено је да је Бодрог пре турских освајања имао и школу и цркву.
1541. године су га заузели Турци.
1590. године је помицање Дунава почело подривати град. Сматра се да су трагови старог града Бодрога временом нестали због природног помицања тока реке Дунав.
Према сведочењима старијег сведока 1717. године, још у првој половини 17. столећа су се могли видети највиши објекти из Бодрога (црква и сл.) чији су врхови вирили из Дунава, а временом су били све више прекривени водом.
Данас је на месту поред некадашњег Бодрога село Бачки Моноштор, настало насељавањем Шокаца у близини тог старог града. Претпоставља се да су још у 18. веку мештани из Моноштора с рушевина бодрошке тврђаве узимали цигле и од њих градили цркву, коју су после сами рушили од страха од одбора који је састављен да би се утврдило где се налазио Бодрог.
За саму бодрошку тврђаву се претпостављало да се налазила на острву Сиги, где су се 1898. године вршила ископавања. Онде су нађени остатци павлинске опатије св. Крижа.
Након што је минула турска опасност до те мере да више није претило поновно освајање овог простора од стране Турака, а то је посебно било након Великог бечког рата и Карловачког мира, створили су се предуслoви за реорганизацију те територије.
Тиме су ти крајеви губили на значају. Кроз 18. вeк је Бачко-бодрошка жупанија све више постојала само на папиру, но коначно укинуће је тек у 19. столећу.
Краљ Карло III ју је покушао оживeти 1712. годинe , именовавши за жупана Павла Нáдасдyја, а исто је покушала Марија Терезија 1746. и 1759. годинe. 1729. године су се Бачка и Бодрошка жупанија спориле окo граница. У Бодрогу је било средиште Бодрошке жупаније се, а након што је ослобођена од Турака се налазило у Баји. Једно време се размишљало о томе да средиште Бодрошке жупаније буде у Новом Саду.
Од 2005. године, другог викенда месеца августа, у Бачком Моноштору се одржава добро организован и добро посећен фестивал културе и традиције знан као „Бодрог фест”.

## Спољање везе
- Szabó, Zsombor (18. 9. 2009). „Naselje i tvrđava Bodrog”. Hrvatska Riječ (на језику: хрватски). Приступљено 9. 7. 2025.
- „Misterija Bodroga” (PDF). backimonostor.com (на језику: српски). Bački Monoštor. Архивирано из оригинала (PDF) 1. 12. 2008. г. Приступљено 9. 7. 2025.
- Sekulić, Ante (1994). Hrvatski bački mjestopisi: povijest hrvatskih imena mjesta u Bačko-bodroškoj županiji (на језику: хрватски). Zagreb: Školska Knjiga. стр. 84—85. ISBN 953-0-60542-0.